# Circonscription de Zante
La circonscription de Zante (en grec Εκλογική περιφέρεια Ζακύνθου) est une circonscription législative de la Grèce. Elle correspond au territoire du nome de Zante. Elle compte 42 143 électeurs inscrits en janvier 2015.

Situation de la circonscription de Zante

## Élections législatives de mai 2012

### Résultats
La circonscription de Zante élit un seul député en mai 2012. Les élections ont lieu au scrutin proportionnel plurinominal avec prime majoritaire et un seuil de représentation de 3 % des suffrages exprimés au niveau national.
24 058 électeurs se sont exprimés sur 42 584 inscrits, soit un taux de participation de 56,50 %. Vingt-deux listes étaient candidates dans la circonscription.
| Rang | Liste                              | Nombre de voix | Pourcentage des voix | Nombre de sièges |
| ---- | ---------------------------------- | -------------- | -------------------- | ---------------- |
| 1    | Nouvelle Démocratie                | +4 946,        | 21,04 %              | 1                |
| 2    | SYRIZA                             | +3 768,        | 16,03 %              | 0                |
| 3    | Mouvement socialiste panhellénique | +3 668,        | 15,60 %              | 0                |
| 4    | Parti communiste de Grèce          | +3 099,        | 13,18 %              | 0                |
| 5    | Aube dorée                         | +1 437,        | 6,11 %               | 0                |
| 6    | Drassi                             | +1 285,        | 5,47 %               | 0                |
| 7    | Grecs indépendants                 | +1 265,        | 5,38 %               | 0                |
| 8    | Gauche démocrate                   | +1 170,        | 4,98 %               | 0                |

### Députés

#### Nouvelle Démocratie
La liste de la Nouvelle Démocratie est en tête et remporte l'unique siège de la circonscription.
| Rang | Nom                | Nombre de voix |
| ---- | ------------------ | -------------- |
| 1    | Dionysios Gasparos | +2 307,        |

## Élections législatives de juin 2012

### Résultats
La circonscription de Zante élit un seul député en juin 2012. Les élections ont lieu au scrutin proportionnel plurinominal avec prime majoritaire et un seuil de représentation de 3 % des suffrages exprimés au niveau national.
23 496 électeurs se sont exprimés sur 42 456 inscrits, soit un taux de participation de 55,34 %. Quinze listes étaient candidates dans la circonscription.
| Rang | Liste                              | Nombre de voix | Pourcentage des voix | Nombre de sièges |
| ---- | ---------------------------------- | -------------- | -------------------- | ---------------- |
| 1    | SYRIZA                             | +8 073,        | 34,74 %              | 1                |
| 2    | Nouvelle Démocratie                | +6 584,        | 28,34 %              | 0                |
| 3    | Mouvement socialiste panhellénique | +2 726,        | 11,73 %              | 0                |
| 4    | Parti communiste de Grèce          | +1 757,        | 7,56 %               | 0                |
| 5    | Aube dorée                         | +1 288,        | 5,54 %               | 0                |
| 6    | Gauche démocrate                   | +0979,         | 4,21 %               | 0                |
| 7    | Grecs indépendants                 | +0951,         | 4,09 %               | 0                |

### Députés

#### SYRIZA
La liste de la SYRIZA est en tête et remporte l'unique siège de la circonscription.
| Rang | Nom              |
| ---- | ---------------- |
| 1    | Stavros Kondonis |

## Élections législatives de janvier 2015

### Résultats
La circonscription de Zante élit un seul député en janvier 2015. Les élections ont lieu au scrutin proportionnel plurinominal avec prime majoritaire et un seuil de représentation de 3 % des suffrages exprimés au niveau national.
24 012 électeurs se sont exprimés sur 42 143 inscrits, soit un taux de participation de 56,98 %. Seize listes étaient candidates dans la circonscription.
| Rang | Liste                              | Nombre de voix | Pourcentage des voix | Nombre de sièges |
| ---- | ---------------------------------- | -------------- | -------------------- | ---------------- |
| 1    | SYRIZA                             | +10 070,       | 42,99 %              | 1                |
| 2    | Nouvelle Démocratie                | +05 623,       | 24,00 %              | 0                |
| 3    | Parti communiste de Grèce          | +02 030,       | 8,67 %               | 0                |
| 4    | La Rivière                         | +01 761,       | 7,52 %               | 0                |
| 5    | Aube dorée                         | +01 122,       | 4,79 %               | 0                |
| 6    | Mouvement socialiste panhellénique | +00918,        | 3,92 %               | 0                |
| 7    | Grecs indépendants                 | +00639,        | 2,73 %               | 0                |

### Députés
La répartition des sièges au sein de chaque liste élue dépend du nombre de voix obtenues individuellement par chaque candidat, suivant le système du vote préférentiel. Dans la circonscription de Zante, les listes peuvent comporter jusqu'à trois candidats. Les électeurs peuvent exprimer un vote préférentiel pour l'un des candidats sur la liste pour laquelle ils votent.

#### SYRIZA
La liste de la SYRIZA est en tête et remporte l'unique siège de la circonscription.
| Rang | Nom                         | Nombre de voix |
| ---- | --------------------------- | -------------- |
| 1    | Haralambos-Stavros Kondonis | +6 330,        |